# Грищенко Станіслав Валерійович
Станіслав Валерійович Грищенко (1988—2023) — солдат збройних сил України, учасник російсько-української війни.

## Життєпис
Народився 9 лютого 1988 року в селі Лукнів Чернігівської області.  Навчався у Лукнівській школі. Пізніше переїхав до села Обтове Сумської області.
У 2006—2007 проходив строкову військову службу. 
У серпні 2022 став на захист України у складі 77-ї аеромобільної бригади. Був водієм гранатометного відділення.
Загинув 15 квітня 2023 року в місті Бахмут.

## Нагороди
- Орден «За мужність» III ступеня[1].